# John Augustus Swope
John Augustus Swope (* 25. Dezember 1827 in Gettysburg, Pennsylvania; † 6. Dezember 1910 in Washington, D.C.) war ein US-amerikanischer Politiker. Zwischen 1884 und 1887 vertrat er den Bundesstaat Pennsylvania im US-Repräsentantenhaus.

## Werdegang
John Swope besuchte die öffentlichen Schulen seiner Heimat und die Mount St. Mary’s Academy in Emmitsburg (Maryland). Danach studierte er bis 1847 am Princeton College. Nach einem anschließenden Medizinstudium an der University of Pennsylvania in Philadelphia und seiner Zulassung als Arzt begann er für einige Jahre in diesem Beruf zu praktizieren; danach arbeitete er in Baltimore im Handel. Später kehrte er nach Gettysburg zurück, wo er im Jahr 1879 Präsident der Gettysburg National Bank wurde. Außerdem wurde er im Handwerk und in der Landwirtschaft tätig. Politisch wurde er Mitglied der Demokratischen Partei.
Nach dem Tod des Abgeordneten William Addison Duncan wurde Swope bei der fälligen Nachwahl für den 19. Sitz von Pennsylvania als dessen Nachfolger in das US-Repräsentantenhaus in Washington gewählt, wo er am 23. Dezember 1884 sein neues Mandat antrat. Nach einer Wiederwahl konnte er bis zum 3. März 1887 im Kongress verbleiben. Allerdings erfolgte die Nachwahl für die am 4. März 1885 beginnende Legislaturperiode, für die der verstorbene Duncan zum Zeitpunkt seines Todes bereits gewählt worden war, später. Erst am 5. November 1885 konnte Swope, nach einem Wahlerfolg, seinen Sitz wieder einnehmen. Damit war das Mandat zwischen dem 4. März und dem 5. November 1885 vakant.
Im Jahr 1886 verzichtete Swope auf eine weitere Kandidatur. Nach dem Ende seiner Zeit im US-Repräsentantenhaus blieb er in Washington, wo er in der Bankenbranche arbeitete. Dort ist er am 6. Dezember 1910 auch verstorben.